# Јунион (Кентаки)
Јунион (енгл. Union) град је у америчкој савезној држави Кентаки.

## Демографија
По попису из 2010. године број становника је 5.379, што је 2.486 (85,9%) становника више него 2000. године.
| Група             | 2000.         | 2010.         |
| Белци             | 2.769 (95,7%) | 4.827 (89,7%) |
| Афроамериканци    | 16 (0,6%)     | 63 (1,2%)     |
| Азијати           | 55 (1,9%)     | 309 (5,7%)    |
| Хиспаноамериканци | 24 (0,8%)     | 96 (1,8%)     |
| Укупно            | 2.893         | 5.379         |